# Ausztrália nemzeti parkjai
Ausztrália 560 szövetségi, illetve tagállami kezelésű nemzeti parkja az ország területének 7,55%-át fedi le.
Ismertebbek:

## Nyugat-Ausztrália
- Avon Valley Nemzeti Park
- Badgingarra Nemzeti Park
- Beedelup Nemzeti Park
- Beelu Nemzeti Park
- Boorabbin Nemzeti Park
- Brockman Nemzeti Park
- Cape Le Grand Nemzeti Park
- Eucla Nemzeti Park
- Gloucester Nemzeti Park
- Karlamilyi Nemzeti Park
- Mitchell River Nemzeti Park
- Moore River Nemzeti Park
- Mount Frankland Nemzeti Park
- Nambung Nemzeti Park
- Neerabup Nemzeti Park
- Peak Charles Nemzeti Park
- Purnululu Nemzeti Park
- Serpentine Nemzeti Park
- Shannon Nemzeti Park
- Stirling Range Nemzeti Park
- Stokes Nemzeti Park
- Tuart Forest Nemzeti Park
- Tunnel Creek Nemzeti Park
- Walyunga Nemzeti Park
- Warren Nemzeti Park
- Watheroo Nemzeti Park
- Waychinicup Nemzeti Park
- West Cape Howe Nemzeti Park
- William Bay Nemzeti Park
- Windjana Gorge Nemzeti Park
- Wolfe Creek Meteorite Crater Nemzeti Park

## Queensland
- Alexander Morrison Nemzeti Park
- Daintree Nemzeti Park
- Great Sandy Nemzeti Park
- Nagy-Korallzátony Tengeri Park
- Hypipamee-hegy Nemzeti Park
- Springbrook Nemzeti Park
- Tamborine Nemzeti Park
- Wet Tropics Nemzeti Park
- Whitsunday Island Nemzeti Park

## Új-Dél-Wales
- Blue Mountains Nemzeti Park
- Jervis Bay Nemzeti Park
- Murramarang Nemzeti Park
- Naracoortei-barlangok Nemzeti Park
- Nattai Nemzeti Park

## Victoria
- Port Campbell Nemzeti Park

## Dél-Ausztrália
- Flinders Chase Nemzeti Park

## Tasmania
- Cradle-hegy – St. Clair-tó Nemzeti Park
- Freycinet Nemzeti Park
- Mount Field Nemzeti Park
- Southwest Nemzeti Park
- Tasmán Nemzeti Park

## Északi terület
- Kakadu Nemzeti Park
- Litchfield Nemzeti Park
- Mary River Nemzeti Park
- Uluru-Kata Tjuta Nemzeti Park
- Watarrka Nemzeti Park

## Ausztráliai fővárosi terület
- Canberra Nature Park